# Верховое брожение
Верховое (тёплое) брожение — способ производства пива. Верховое брожение производится с помощью дрожжей верхового брожения (Saccharomyces cerevisiae) и является более древним способом по сравнению с низовым брожением.
К концу XVIII века были выделены два штамма дрожжей, используемых в пивоварении: Saccharomyces cerevisiae (дрожжи верхового брожения) и Saccharomyces carlsbergensis (дрожжи низового брожения). С 1780 года дрожжи верхового брожения продавались в коммерческих целях голландцами для выпечки хлеба, а около 1800 года немцы начали производить их в виде крема. В 1825 году был разработан метод удаления жидкости, чтобы дрожжи можно было приготовить в виде твердых блоков. Промышленное производство дрожжевых блоков было усовершенствовано благодаря внедрению фильтр-пресса в 1867 году. В 1872 году барон Макс де Спрингер разработал технологию производства гранулированных дрожжей, которая использовалась вплоть до Первой мировой войны. В США использовались почти исключительно дрожжи естественного происхождения, находящиеся в воздухе, пока на Всемирной выставке в 1876 году в Филадельфии не появились коммерческие дрожжи, где Чарльз Л. Флейшманн продемонстрировал продукт и процесс его использования, а также попробовал испеченный хлеб.
Механический холодильник (впервые запатентованный в 1850-х годах в Европе) впервые освободил пивоваров и виноделов от сезонных ограничений и позволил им покинуть погреба и другие земляные помещения. Для Джона Молсона[значимость факта?], который зарабатывал на жизнь в Монреале до появления холодильника, сезон пивоварения длился с сентября по май. Те же сезонные ограничения ранее регулировали искусство винокура. В этой связи, до изобретения холодильной машины в очень небольшом количестве пивоварен были условия для сбраживания пива в холодных условиях. Поэтому верховое брожение, происходящее при температурах от 15 до 24 °C, долгое время преобладало в мире. Поскольку дрожжи верхового брожения долго не разделяются после почкования, образуя разветвленные колонии, то на них скапливаются пузырьки углекислого газа, выталкивающие скопления дрожжей на поверхность. Отсюда «верховое» или «восходящее» брожение.
При верховом брожении образуется много высших спиртов и эфиров, что сказывается на вкусе и аромате пива.
Из типов пива верхового брожения можно выделить английские сорта (эль, стаут), бельгийские сорта (ламбик, вит, траппистен, гёз), немецкие сорта (пшеничное пиво, альтбир). В настоящее время интерес к производству пива верхового брожения во всём мире резко возрос из-за увеличения количества домашних пивоварен. Для производства пива верхового брожения требуется в целом менее сложное оборудование, нежели для производства пива низового брожения.